# 2weistein
2weistein – Das Geheimnis des roten Drachen ist ein digitales Lernspiel. Das Spiel wurde von den Entwicklern zusammen mit Kinderärzten, Psychologen und Pädagogen erstellt. Die deutsche Version wurde im September 2008 von cdv Software Entertainment veröffentlicht.

## Handlung
Ein geheimnisvoller Bann liegt über der schönen Inselwelt Trillion und Rätselhaftes geschieht. Der Magier Godron hat das Buch „Mathematica“ gestohlen und will mit dem geheimen Wissen über die Magie der Mathematik die Stadt Asban und das ganze Land Trillion in eine herzlose Öde verwandeln, in der alles nur nach seinen Regeln funktioniert.

## Spielprinzip und Technik
Im Spiel werden unterschiedliche mathematische Grundkenntnisse trainiert. Trainiert werden die Grundrechenarten, Textaufgaben, Geometrieaufgaben, außerdem wird die Steigerung von Konzentration, Aufmerksamkeit und des Gedächtnisses sowie das Begreifen von Mengen trainiert.
Die mathematischen Inhalte sind fließend in den Spielverlauf integriert. Das Spiel besteht aus fünf Leveln, um im Spiel weiterzukommen, muss der Spieler die Aufgaben lösen. Auch andere Elemente aus Computerspielen sind enthalten: Sammeln von Items und Lebensenergie, Besiegen von Gegnern, spielbar ist es mit der Tastatur oder einem Gamepad. Als Spielfigur kann vom Spieler ein Mädchen oder ein Junge gewählt werden.

## Produktionsnotizen
In die Entwicklung des Spiels wurden Kinder mit ADHS einbezogen. Anhand der Reaktionen der Kinder auf Spielcharaktere wurde deren Erscheinungsbild verändert, um negative Reaktionen zu vermeiden.
Entwickler Brainmonster Studios vertrieb unter dem Titel 2weistein - The Curse of the Red Dragon eine ins Englische lokalisierte Version des Spiels.
Der Publisher Red Octopus verlegt seit 2015 eine Neuauflage des Spiels und veröffentlichte im September 2020 einen Ableger für die für Handheld-Konsole Nintendo Switch.

## Rezeption

### Preise und Auszeichnungen
- 2008: Kindersoftwarepreis TOMMI[3]
- 2008: Nominierung für den Deutschen Entwicklerpreis[4]
- 2009: Lara-Award[5]
- 2009: Comenius EduMedia Siegel der Gesellschaft für Pädagogik und Information e.V. (GPI)[6]
- 2009: Serious Games Award[7]
- 2009: Nominierung für den Deutschen Computerspielpreis[8]